# Okręg wyborczy nr 11 do Senatu Rzeczypospolitej Polskiej
Okręg wyborczy nr 11 do Senatu Rzeczypospolitej Polskiej obejmuje obszar powiatów chełmińskiego i toruńskiego oraz miasta na prawach powiatu Torunia (województwo kujawsko-pomorskie). Wybierany jest w nim 1 senator na zasadzie większości względnej.
Utworzony został w 2011 na podstawie Kodeksu wyborczego. Po raz pierwszy zorganizowano w nim wybory 9 października 2011. Wcześniej obszar okręgu nr 11 należał do okręgu nr 5. 
Siedzibą okręgowej komisji wyborczej jest Toruń.

## Reprezentanci okręgu
| Rok  | Rok                  | Senator        | Komitet wyborczy                           |
| ---- | -------------------- | -------------- | ------------------------------------------ |
|      | 2011                 | Jan Wyrowiński | Platforma Obywatelska RP                   |
| 2015 | Przemysław Termiński |                | Platforma Obywatelska RP                   |
|      | 2019                 | Antoni Mężydło | KKW Koalicja Obywatelska PO .N iPL Zieloni |
| 2023 | Tomasz Lenz          |                | KKW Koalicja Obywatelska PO .N iPL Zieloni |

## Wyniki wyborów
Symbolem „●” oznaczono senatora ubiegającego się o reelekcję.

### Wybory parlamentarne 2011
| Kandydat                                                                                      | Kandydat           | Komitet wyborczy                            | Głosów | Głosów | Głosów |
| Kandydat                                                                                      | Kandydat           | Komitet wyborczy                            | Liczba | %      | +/–    |
| --------------------------------------------------------------------------------------------- | ------------------ | ------------------------------------------- | ------ | ------ | ------ |
|                                                                                               | Jan Wyrowiński ●   | Platforma Obywatelska RP                    | 47 641 | 35,64  | –      |
|                                                                                               | Wojciech Polak     | Prawo i Sprawiedliwość                      | 32 682 | 24,45  | –      |
|                                                                                               | Marian Filar       | KWW Unia Prezydentów – Obywatele do Senatu  | 32 328 | 24,18  | –      |
|                                                                                               | Marian Frąckiewicz | Sojusz Lewicy Demokratycznej                | 15 781 | 11,81  | –      |
|                                                                                               | Jarosław Milczarek | KWW Jarosława Milczarka „Zlikwidować Senat” | 2238   | 3,92   | –      |
| Frekwencja: 49,96% Liczba głosów ważnych: 133 670 (97,27%) Źródło: Państwowa Komisja Wyborcza |                    |                                             |        |        |        |

● Jan Wyrowiński reprezentował w Senacie VII kadencji (2007–2011) okręg nr 5.

### Wybory parlamentarne 2015
| Kandydat                                                                                      | Kandydat             | Komitet wyborczy                 | Głosów | Głosów | Głosów |
| Kandydat                                                                                      | Kandydat             | Komitet wyborczy                 | Liczba | %      | +/–    |
| --------------------------------------------------------------------------------------------- | -------------------- | -------------------------------- | ------ | ------ | ------ |
|                                                                                               | Przemysław Termiński | Platforma Obywatelska RP         | 62 478 | 46,94  | +11,30 |
|                                                                                               | Maria Mazurkiewicz   | Prawo i Sprawiedliwość           | 34 593 | 25,99  | +1,54  |
|                                                                                               | Zbigniew Girzyński   | KWW Zbigniew Girzyński do Senatu | 19 608 | 14,73  | –      |
|                                                                                               | Krzysztof Czerepiuk  | Kongres Nowej Prawicy            | 10 794 | 8,11   | –      |
|                                                                                               | Piotr Piś            | Narodowe Odrodzenie Polski       | 5641   | 4,24   | –      |
| Frekwencja: 50,69% Liczba głosów ważnych: 133 114 (95,74%) Źródło: Państwowa Komisja Wyborcza |                      |                                  |        |        |        |

### Wybory parlamentarne 2019
| Kandydat                                                                                      | Kandydat             | Komitet wyborczy                           | Głosów | Głosów | Głosów |
| Kandydat                                                                                      | Kandydat             | Komitet wyborczy                           | Liczba | %      | +/–    |
| --------------------------------------------------------------------------------------------- | -------------------- | ------------------------------------------ | ------ | ------ | ------ |
|                                                                                               | Antoni Mężydło       | KKW Koalicja Obywatelska PO .N iPL Zieloni | 98 699 | 60,90  | +13,96 |
|                                                                                               | Zbigniew Rasielewski | Prawo i Sprawiedliwość                     | 63 361 | 39,10  | +13,11 |
| Frekwencja: 61,94% Liczba głosów ważnych: 162 060 (96,58%) Źródło: Państwowa Komisja Wyborcza |                      |                                            |        |        |        |

### Wybory parlamentarne 2023
| Kandydat                                                                                      | Kandydat           | Komitet wyborczy                           | Głosów  | Głosów | Głosów |
| Kandydat                                                                                      | Kandydat           | Komitet wyborczy                           | Liczba  | %      | +/–    |
| --------------------------------------------------------------------------------------------- | ------------------ | ------------------------------------------ | ------- | ------ | ------ |
|                                                                                               | Tomasz Lenz        | KKW Koalicja Obywatelska PO .N iPL Zieloni | 128 755 | 66,98  | +6,08  |
|                                                                                               | Maria Mazurkiewicz | Prawo i Sprawiedliwość                     | 63 479  | 33,02  | –6,08  |
| Frekwencja: 74,75% Liczba głosów ważnych: 192 234 (96,68%) Źródło: Państwowa Komisja Wyborcza |                    |                                            |         |        |        |